# 格付け
格付け（かくづけ、英: rating レイティング）とは、品質・価値・能力・過去の実績・可能性などによって物や人物を分類し、段階をつけた分類（クラス分け、グループ分け）を伴った位置づけを行うこと。
たとえば債権の質、企業（の信用度）、レストランの質（料理の美味しさやサービスの質）、肉の質など、さまざまなものに関して格付けが行われている。類義語としてはクラスやランキングがあるが、ランキングのほうはクラス分けをせずただ順位をもとに1位から下位までだらだらと並べてゆくことも多い、という違いがある。

## 金融・実務
- 信用格付け
  - 債券の格付け - 債権の質（債権の信用度の相対的な高さ債権回収できる可能性の相対的な高さや、利回りの妥当性など）に関して格付け機関が格付けを行っている。格付け機関により「AAA, AA, A, BBB, BB, B, CCC, CC, C, D」と分類する機関や「Aaa, Aa, A, Baa, Ba, B, Caa, Ca, C」と分類する機関があり、表記法やそれぞれの位置づけが若干異なっている。投資という観点からは、格付投資情報センター（R&I）の格付け例では、BBB以上であれば「投資適格債」と位置づけられ、BB以下であれば投資不適格債（ジャンク債）と位置づけられる。企業が発行している債券であれば発行元の企業の信用度（経営状況）が影響し、国や自治体が発行する債券（国債や地方債）ではそれらの「発行体」の財政状況が影響する。
  - 企業の信用度の格付け - 企業信用調査会社が行う（日本では帝国データバンクがシェア60%） 。
- 公共工事の競争入札における、入札する側の業者の施工能力の格付け - 各発注機関が経営事項審査などの資料に基づき、A - Eなどに判定する。不良不適格業者（ペーパーカンパニーや暴力団関連会社）が受注することや品質低下を防ぐ。

## 飲食店・ホテル・食品
- 飲食店などの格付け - ミシュランガイドによるものが突出して世界的に有名で、同ガイドでは"星"の数で格付けしており星が多いほど格が高く、高いほうからいうと「ミシュランガイド 3つ星レストラン」「- 2つ星レストラン」「- 1つ星レストラン」と呼ばれる。覆面調査員が調べて格付けを行い品質の高いレストランにだけ星が与えられ、1つ星に到達していないと判断されたレストランはそもそも星をひとつも与えられない。
- ホテルの格付け（Hotel ratings） - ヨーロッパのホテルで行われてきた歴史があり、制度化されており公的にも使用され、星の数（1 - 5）で格付けしており、星が多いほど格が高い。「5つ星ホテル」は最高級ホテル、「4つ星ホテル」は高級ホテルという意味になり、逆に「1つ星ホテル」はいわゆるエコノミーホテル（安宿、やすやど）であり簡素なベッド簡素なつくりで宿泊料が安い（そして水回りやエアコンなどが故障しているなどトラブルをかかえている部屋も相当にある）ということになる。
- 枝肉格付 - 牛肉、豚肉などの格付け。

## スポーツ
- 番付 - 力士の能力に応じたグループ分け。相撲の番付では横綱、大関、関脇、小結、平幕の順に順位付ける。
- グレード制 - 競馬や公営競技などにおける競走のレベルに応じたグループ分け。
  - 競馬の競走格付け
  - 競輪の競走格付け
  - 競艇の競走格付け
  - オートレースの競走格付け

## 映画・コンピューターゲーム
- 映画作品の格付け - 映画作品に関して、大手映画制作会社が巨額の費用をかけて撮影して広告宣伝を行うものはブロックバスターと格付けされる。
- コンピュータゲームのタイトル（作品）の格付け - AAAは、ゲームタイトルに関して、大手（や中堅）のゲーム製作会社やパブリッシャーが他のタイトルと比べて特に多額の開発費や広告宣伝費をかけるものを指す非公式の格付け。反対に、制作費がかなり低額で評価が悪かったゲームは「バーゲンビン」と呼ばれることがある。

## 他
- ギネス世界記録 - 世界一の評価（あくまで世界一に対してだけ行うので、通常の格付けとはやや意味合いが異なる）